# مسئله ده‌هزار کانکشن همزمان
مشکل C10k نامی است که به محدودیت اکثر سرورهای وب در ارائهٔ خدمات داده شده‌است. توانایی بیشتر سرورهای وب موجود محدود به رسیدگی کردن به چیزی حدود ده‌هزار ارتباط به صورت همزمان است که این مشکل تا حدودی ناشی از محدودیت سیستم‌عامل و نرم‌افزارهای مرتبط است.
البته وب‌سرورهای مخصوصی وجود دارند که توانایی رسیدگی به بیش از ده‌هزار ارتباط را در لحظه دارند.

## سرورهایی که مشکل C10k در آنها برطرف شده است
چند سرور وب وجود دارد که این محدودیت در آن‌ها برطرف شده‌است:
- nginx معماری آن به صورت رویدادگرا (ناهمگام) است، به‌جای استفاده از چندنخی (وردپرس برای رفع محدودیت C10k از این سرویس دهنده استفاده می‌کند)
- لایتی متکی بر معماری غیرهمزمان است
- چروکی یک سرویس دهندهٔ وب سبک
- تورنادو یک سرویس دهندهٔ غیر مسدود شونده (به انگلیسی: non-blocking) و چارچوب نرم‌افزاری تحت وب
- یواس‌اس دفت (ای‌ام-۲۱۶) سرویس‌دهندهٔ غیرهمزمان و غیر مسدود شونده که بر روی JVM اجرا می‌شود